# Mahgawān
Mahgawān är en ort i Indien.   Den ligger i distriktet Bhind och delstaten Madhya Pradesh, i den centrala delen av landet, 270 km sydost om huvudstaden New Delhi. Mahgawān ligger 154 meter över havet och antalet invånare är 16 176.
Terrängen runt Mahgawān är mycket platt. Runt Mahgawān är det tätbefolkat, med 331 invånare per kvadratkilometer. Närmaste större samhälle är Bhind, 18,8 km öster om Mahgawān. Trakten runt Mahgawān består till största delen av jordbruksmark.